# 謝秉謙
謝秉謙（？—1639年），原名孫秉謙，字益之，號克斋，南直隶松江府青浦县人。明朝政治人物。

## 生平
本姓孫，出身厮役。萬曆三十七年（1609年）己酉科應天鄉試舉人，天啓二年（1622年）壬戌科進士，都察院观政，五年授福建建阳知县，崇祯元年大计，举卓异，调繁浦城，保留原任。三年本省同考，辽饷纪录。四年大计，复举卓异，留部考选，钦取南京福建道御史，五年丁忧。九年复除湖广道御史，巡按陕西，贪婪暴虐。崇祯十一年还乡，十二月回北京，被人弹劾，走至齐河县时被逮捕。经过济南时，恰逢清兵围攻济南，城破由于舍人施普告发，遂与押解他的官校一同被杀。他的仇家杨尚能不知他已死，又去击登闻鼓喊冤。